# Polar (cerveja)
Polar Export é uma marca de cerveja pilsen brasileira tipo exportação, lançada em 29 de outubro de 1929 na cidade de Estrela, no estado do Rio Grande do Sul. Atualmente é produzida pela cervejaria AmBev.
É reconhecida no Brasil inteiro como a cerveja gaúcha. Foi em outubro de 1912 a fundação da cervejaria que veio depois a produzir a famosa Polar Chopp e muitas outras bebidas de sucesso, como o Guaraná Frisante e a cerveja Casco Escuro.
Estabelecida em Estrela, a fábrica fundada por Júlio Diehl teve filiais em Guaporé e Porto Alegre. A empresa mudou de nome e dono ao longo das décadas – o nome Cervejaria Polar S/A foi adotado em 1969. Em 1972, a companhia foi comprada pela Antarctica. A fábrica original de Estrela já não está ativa, mas a marca segue firme, sob controle acionário da AmBev desde 1999 (colaborou Edmar Migliavacca).
É a maior e mais antiga marca regional da AmBev. Tem como ponto forte o marketing de ser vendida apenas dentro do estado do Rio Grande do Sul, onde o rótulo for export foi trocado para no export. Seu slogan - A melhor é daqui - identifica a relação que o povo do Rio Grande do Sul tem com este produto.
Produzida a partir de maltes e lúpulos selecionados, tem cor clara, é produzida com fermento de baixa fermentação e possui aroma, sabor e amargor suaves. É vendida em garrafas de 1 litro, 600ml, long necks de 355ml, latas de 473 ml e de 350ml.